# Hot-Shake
Als Hot-Shake oder Hot-Shaker wird ein Prüfstand bezeichnet, bei dem die Alterung von Bauteilen unter Einfluss von Schwingungen und Temperaturen simuliert wird.
Sinn und Zweck dieser numerischen Umweltsimulation ist es, an dem zu prüfenden Bauteil die natürliche Alterung unter Berücksichtigung der tatsächlichen Umwelteinflüsse und auftretenden Kräfte abzubilden. Der Prüfstand besteht aus hydraulischen oder elektrodynamischen Schwingprüfanlagen und Heißgaserzeugern.
Die zu prüfenden Bauteile, z. B. Dieselrußpartikelfilter oder Katalysatoren, werden zur Prüfung auf dem Schwingprüfsystem befestigt. Dies sollte möglichst dem Originaleinbauzustand entsprechend erfolgen, wie er z. B. bei einem PKW vorliegt. Dies simuliert die auftretenden Frequenzen und Beschleunigungen, die durch den Motor selbst sowie die während der Fahrt auftretenden Fahrbahneinflüsse hervorgerufen werden. Dabei wird das zu prüfende Teil, beispielsweise der Katalysator, zusätzlich durch Heißgas befeuert nach motorspezifischen Kriterien, die aus den Volumenströmen und Temperaturen berechnet werden.